# Buenos Aires kerületei
Buenos Airesben 48 kerület (spanyolul barrio) található. Eredetileg az egyházközösségek alapján alakultak ki, de az 1940-es évek óta folyamatosan változnak a határaik. Nemrég egy új rendelkezés alapján 15 körzetre (spanyolul comuna) osztották a várost.

## Kerületek listája
| Kerület neve      | Területe km²-ben megadva | Népesség 2001-es népszámlálás alapján | Körzet |
| ----------------- | ------------------------ | ------------------------------------- | ------ |
| Agronomía         | 4,0                      | 34 580                                | 15     |
| Almagro           | 4,1                      | 139 262                               | 5      |
| Balvanera         | 4,4                      | 152 198                               | 3      |
| Barracas          | 7,6                      | 77 474                                | 4      |
| Belgrano          | 6,8                      | 138 942                               | 13     |
| Boedo             | 2,6                      | 48 520                                | 5      |
| Caballito         | 7,1                      | 183 396                               | 6      |
| Chacarita         | 2,8                      | 27 440                                | 15     |
| Coghlan           | 1,3                      | 19 177                                | 12     |
| Colegiales        | 2,6                      | 56 998                                | 13     |
| Constitución      | 2,1                      | 45 860                                | 1      |
| Flores            | 8,1                      | 150 484                               | 7      |
| Floresta          | 2,4                      | 39 473                                | 10     |
| La Boca           | 3,3                      | 46 494                                | 4      |
| La Paternal       | 2,4                      | 20 053                                | 15     |
| Liniers           | 5,4                      | 44 234                                | 9      |
| Mataderos         | 7,6                      | 64 932                                | 9      |
| Monte Castro      | 2,9                      | 34 594                                | 10     |
| Montserrat        | 2,2                      | 43 560                                | 1      |
| Nueva Pompeya     | 6,1                      | 63 276                                | 4      |
| Núñez             | 3,9                      | 53 005                                | 13     |
| Palermo           | 17,4                     | 252 312                               | 14     |
| Parque Avellaneda | 5,2                      | 54 191                                | 9      |
| Parque Chacabuco  | 2,4                      | 39 473                                | 7      |
| Parque Chas       | 1,4                      | 19 000                                | 15     |
| Parque Patricios  | 3,8                      | 40 885                                | 4      |
| Puerto Madero     | 2,1                      | 7 000                                 | 1      |
| Recoleta          | 5,4                      | 188 780                               | 2      |
| Retiro            | 2,9                      | 45 002                                | 1      |
| Saavedra          | 5,9                      | 51 723                                | 12     |
| San Cristóbal     | 2,1                      | 49 986                                | 3      |
| San Nicolás       | 2,4                      | 33 305                                | 1      |
| San Telmo         | 1,3                      | 25 969                                | 1      |
| Vélez Sársfield   | 2,4                      | 35 963                                | 10     |
| Versalles         | 1,5                      | 14 178                                | 10     |
| Villa Crespo      | 3,8                      | 89 859                                | 15     |
| Villa del Parque  | 3,6                      | 58 573                                | 11     |
| Villa Devoto      | 6,6                      | 71 013                                | 11     |
| Villa Mitre       | 2,2                      | 36 090                                | 11     |
| Villa Lugano      | 9,2                      | 114 253                               | 8      |
| Villa Luro        | 2,6                      | 33 058                                | 10     |
| Villa Ortúzar     | 1,2                      | 22 591                                | 15     |
| Villa Pueyrredón  | 3,7                      | 40 235                                | 12     |
| Villa Real        | 1,5                      | 14 278                                | 10     |
| Villa Riachuelo   | 4,4                      | 14 960                                | 8      |
| Villa Santa Rita  | 2,3                      | 33 850                                | 11     |
| Villa Soldati     | 8,7                      | 41 228                                | 8      |
| Villa Urquiza     | 5,6                      | 89 360                                | 12     |

## Körzetek
A körzeteket arab számokkal jelölik, és általában több kerület is tartozik egyhez.

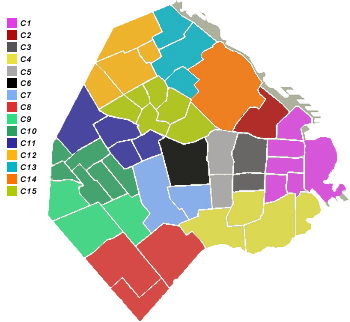
A barriok és comunák közötti kapcsolat

1. Puerto Madero, San Nicolás, Retiro, Monserrat, San Telmo és Constitución
2. Recoleta
3. Balvanera és San Cristóbal
4. La Boca, Barracas, Parque Patricios, és Nueva Pompeya
5. Almagro és Boedo
6. Caballito
7. Flores and Parque Chacabuco
8. Villa Soldati, Villa Lugano, és Villa Riachuelo
9. Parque Avellaneda, Mataderos, és Liniers
10. Villa Luro, Vélez Sársfield, Floresta, Monte Castro, Villa Real, és Versalles
11. Villa Devoto, Villa del Parque, Villa Santa Rita, és Villa General Mitre
12. Villa Pueyrredón, Villa Urquiza, Coghlan és Saavedra
13. Núñez, Belgrano, és Colegiales
14. Palermo
15. Villa Ortúzar, Chacarita, Villa Crespo, La Paternal, Agronomía és Parque Chas.